# Veľká Šindliarka

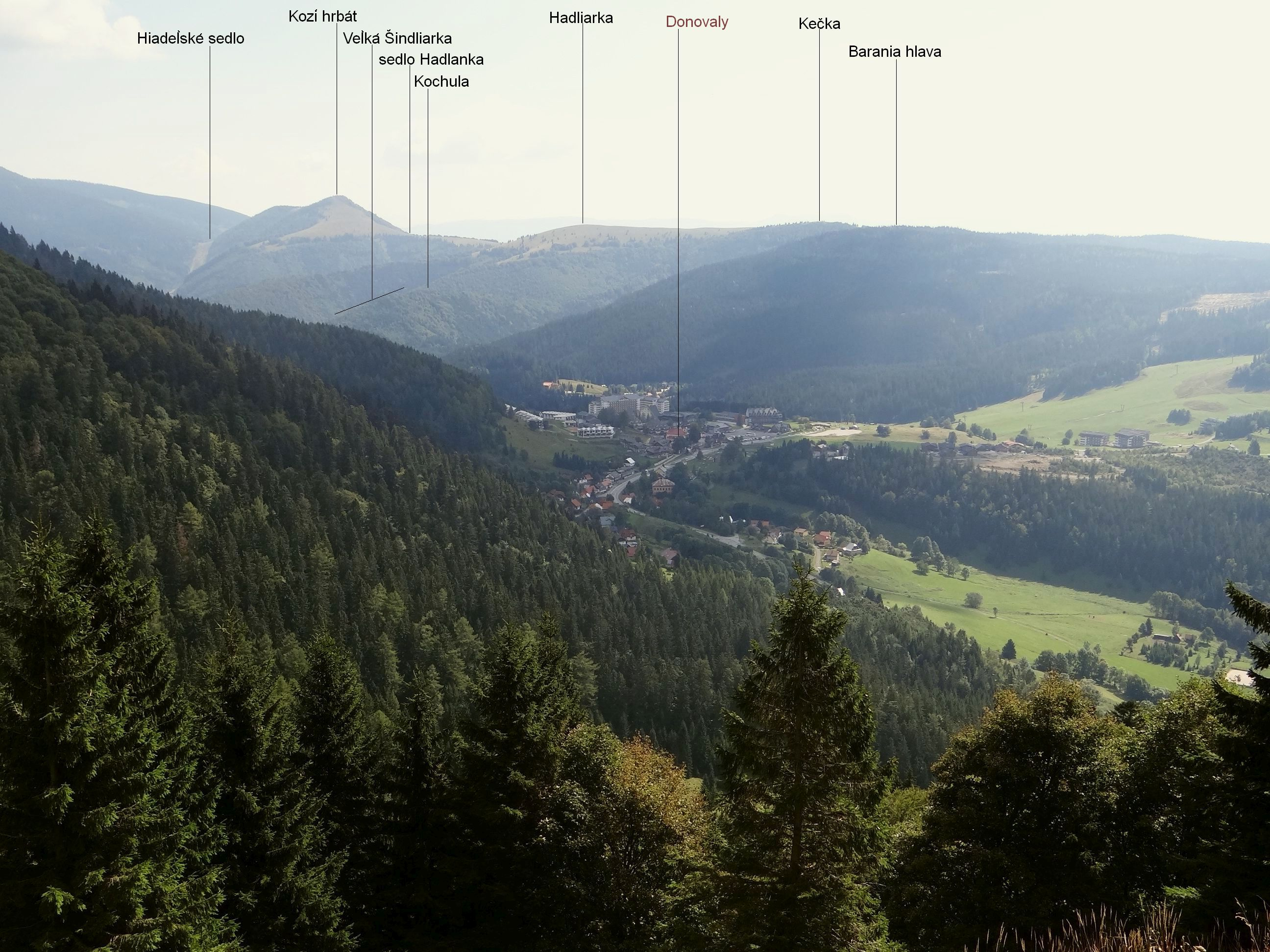

Veľká Šindliarka – dolina w Starohorskich Wierchach na Słowacji. Jest prawym odgałęzieniem Doliny Korytnickiej (Korytnická dolina). Ma wylot na wysokości około 810 m, górą podchodzi pod szczyty Kečka (1225 m) i Hadliarka (1211 m). Jej boczne zbocza tworzą północne grzbiety tych szczytów. 
Veľká Šindliarka jest porośnięta lasem, tylko partie szczytowe Kečki i Hadliarki pokrywają hale. Dnem doliny spływa potok uchodzący do Korytnicy. Dolina w całości znajduje się w obrębie Parku Narodowego Niżne Tatry i nie prowadzi nią żaden szlak turystyczny..